# Break Up Song
Break Up Song è un singolo del girl group britannico Little Mix, pubblicato il 27 marzo 2020 come primo estratto dal sesto album in studio Confetti.

## Pubblicazione
Il 24 marzo 2020 il gruppo ha annunciato il singolo sul proprio profilo Instagram, rivelandone nell'occasione la data di pubblicazione prevista per il venerdì seguente.

## Video musicale
Il video è stato reso disponibile l'8 maggio 2020 ed è ispirato agli anni ottanta.

## Tracce
Testi e musiche di Jade Thirlwall, Perrie Edwards, Leigh-Anne Pinnock, Camille Purcell, Frank Nobel e Linus Nordstrom.
Download digitale
1. Break Up Song – 3:20

Download digitale – Acoustic
1. Break Up Song (Acoustic) – 3:22

Download digitale – Nathan Dawe Remix
1. Break Up Song (Nathan Dawe Remix) – 3:21

## Formazione
Musicisti
- Little Mix – voci
- Frank Nobel – batteria, tastiera, programmazione
- Linus Nordstrom – batteria, tastiera, programmazione
- Kamille – cori, basso, tastiera

Produzione
- Kamille – produzione, produzione vocale
- Goldfingers – produzione
- Raphaella Mazaheri-Asadi – produzione vocale
- Paul Norris – ingegneria del suono
- Bill Zimmerman – assistenza all'ingegneria del suono
- Randy Merrill – mastering
- Phil Tan – missaggio

## Successo commerciale
Nella classifica britannica dei singoli, oltre a risultare la seconda entrata più alta nella pubblicazione del 9 aprile 2020, Break Up Song ha esordito al numero 9 nella sua prima settimana d'uscita grazie a 25 636 unità di vendita, diventando la quindicesima top ten del gruppo nella Official Singles Chart.

## Classifiche

### Classifiche settimanali
| Classifica (2020) | Posizione massima |
| ----------------- | ----------------- |
| Belgio (Fiandre)  | 57                |
| Belgio (Vallonia) | 65                |
| Croazia           | 43                |
| Grecia            | 81                |
| Irlanda           | 18                |
| Portogallo        | 142               |
| Regno Unito       | 9                 |
| Svizzera          | 29                |

### Classifiche di fine anno
| Classifica (2020) | Posizione |
| ----------------- | --------- |
| Regno Unito       | 84        |